# Test de Cooper
El test de Cooper es una prueba de resistencia que se basa en correr la mayor distancia posible  en 12 minutos a una velocidad constante. Fue diseñado en 1968 por Kenneth H. Cooper (Oklahoma, 1931) para el ejército de los Estados Unidos. Posteriormente se ha aplicado en diferentes instituciones, tanto públicas como privadas. La generalización de su uso hizo que Cooper ampliara el test para diferentes grupos de edad, incluyendo también a las mujeres para mejorar su salud y resistencia.

## Consideraciones previas
Se debe considerar que el test de Cooper:
- Es una prueba de exigencia, donde la distancia y el tiempo sugeridos buscan poner al máximo la capacidad física, respiratoria y cardiovascular de la persona, hasta llevarla a un punto de agotamiento.
- No es un programa de entrenamiento. Las personas que se inician deben someterse a un programa de acondicionamiento adaptado a su edad y a su condición física.
- Dado que es una prueba en la cual el organismo está siendo probado, es necesario esforzarse al máximo. Aquella persona que tenga sospechas de padecer alguna enfermedad o problema físico, debe consultar un médico para que le autorice la prueba.
- Si se es menor de 13 años, al no estar el organismo completamente formado habría que tomar un parámetro distinto que no está establecido.[cita requerida]
- La prueba no está recomendada para ser realizada por personas obesas, fumadoras, ni para las que sufren de asma, hipertensión, sufran de alguna enfermedad cardiovascular o estén afectadas por algún problema respiratorio, etc.
- No debe ser realizada durante el período de la menstruación, cuando la persona esté afectada por fiebre o gripe, o haya sufrido extracciones dentales. En cualquiera de estos casos, la persona debe esperar por lo menos una semana, y después de haberse recuperado completamente, podrá ejecutar la prueba.
- Si la persona sufre alguna enfermedad o afección física que requiera tratamiento, o si se tiene alguna duda respecto a esto, no debe efectuar la prueba.
- Finalmente, se debe evitar hacer la prueba en zonas por encima de los 2000 metros sobre el nivel del mar.

## Consejos para realizar el test
Se recomienda hacer calentamiento muscular antes de la prueba, por ejemplo correr un kilómetro a ritmo muy suave. Después de la prueba efectuar estiramientos (de 30" a 40" por músculo). Se debe elegir un calzado ergonómico y liviano. El área de la prueba debe ser plana sin desniveles pronunciados. Debe realizarse a primera hora de la mañana o al final de la tarde y no realizar previamente comidas copiosas.
Al finalizar la prueba, la persona debe evitar detenerse abruptamente y/o sentarse de inmediato. Se recomienda mantenerse caminando a un ritmo cada vez más lento, hasta normalizar el ritmo respiratorio y cardíaco.

## Análisis de resultados
| Categoría | Menos de 30 años | 30 a 39 años  | 40 a 49 años  | 50 años o más |
| --------- | ---------------- | ------------- | ------------- | ------------- |
| Muy Mala  | Menos de 1600 m  | < 1500 m      | < 1400 m      | < 1300 m      |
| Mala      | 1600 a 2199 m    | 1500 a 1899 m | 1400 a 1699 m | 1300 a 1599 m |
| Regular   | 2200 a 2399 m    | 1900 a 2299 m | 1700 a 2099 m | 1600 a 1999 m |
| Buena     | 2400 a 2800 m    | 2300 a 2700 m | 2100 a 2500 m | 2000 a 2400 m |
| Excelente | Más de 2800 m    | Más de 2700 m | Más de 2500 m | Más de 2400 m |

| Categoría | Menos de 30 años | 30 a 39 años    | 40 a 49 años    | 50 años o más   |
| --------- | ---------------- | --------------- | --------------- | --------------- |
| Muy Mala  | Menos de 1500 m  | Menos de 1400 m | Menos de 1200 m | Menos de 1100 m |
| Mala      | 1500 a 1799 m    | 1400 a 1699 m   | 1200 a 1499 m   | 1100 a 1399 m   |
| Regular   | 1800 a 2199 m    | 1700 a 1999 m   | 1500 a 1899 m   | 1400 a 1699 m   |
| Buena     | 2200 a 2700 m    | 2000 a 2500 m   | 1900 a 2300 m   | 1700 a 2200 m   |
| Excelente | Más de 2700 m    | Más de 2500 m   | Más de 2300 m   | Más de 2200 m   |

NOTA:
Las tres primeras categorías de estas tablas reciben calificación no aptas. Solo se consideran aptas las categorías «Buena» y «Excelente». No obstante, el hecho de que la persona no se haya clasificado en alguna de estas dos últimas categorías, no es motivo de preocupación alguna. De hecho, se estima que el 80 % de la población mundial no aprobaría esta prueba. Aquí el test cumple un primer objetivo: el de establecer la condición física actual de la persona con el fin de comenzar un programa de acondicionamiento.

### Tablas referenciales de tiempos
A diferencia de las Tablas de Cooper estándares, estas tablas permiten la evaluación tomando la distancia fija y variando el tiempo de la prueba. Son útiles cuando se necesita evaluar grupos de más de 10 personas a la vez en campo abierto.
| Categoría | Menos de 30 años | 30 a 39 años | 40 a 49 años | 50 años o más |
| --------- | ---------------- | ------------ | ------------ | ------------- |
| Muy Mala  | 16.30 min        | 17.30 min    | 18.30 min    | 19.00 min     |
| Mala      | 14.31 min        | 15.31 min    | 16.31 min    | 17.01 min     |
| Regular   | 12.01 min        | 13.01 min    | 14.01 min    | 14.31 min     |
| Buena     | 10.16 min        | 11.01 min    | 11.31 min    | 12.01 min     |
| Excelente | <=10.15 min      | <=11.00 min  | <=11.30 min  | <=12.00 min   |

| Categoría | Menos de 30 años | 30 a 39 años | 40 a 49 años | 50 años o más |
| --------- | ---------------- | ------------ | ------------ | ------------- |
| Muy Mala  | 15.55 min        | 16.55 min    | 17.55 min    | 18.25 min     |
| Mala      | 14.27 min        | 15.27 min    | 16.27 min    | 16.55 min     |
| Regular   | 12.09 min        | 13.09 min    | 14.09 min    | 14.39 min     |
| Buena     | 09.41 min        | 10.26 min    | 10.56 min    | 11.26 min     |
| Excelente | <=09.40 min      | <=10.25 min  | <=10.55 min  | <=11.25 min   |

Los tiempos indican donde comienza cada categoría. Por ejemplo, un hombre de 32 años que haya recorrido la distancia en 14.45 minutos estará en la categoría Regular.
En este caso, el grupo parte “todos juntos” y se comienza a medir el tiempo. En la medida que cada persona del grupo va cubriendo la distancia se le va indicando su tiempo, para luego registrarlo en el control y posteriormente clasificarla según la tabla.

## Programa de acondicionamiento
Cooper no solo elaboró el test mencionado, sino que diseñó además un programa de acondicionamiento aeróbico de 16 semanas de duración, el cual es explicado con detalle en su libro Aerobics (1968). Se trata básicamente de realizar el trote en tiempos y distancias programadas según la edad, y a la vez ir obteniendo una cantidad determinada y progresiva de puntos semanales, los cuales tienen como objetivo aumentar cada vez más la propia capacidad física, cardiovascular y respiratoria y por ende el VO2 max de la persona.

## Beneficios al seguir un programa de acondicionamiento aeróbico
- Facilitar el proceso de respiración permitiendo un flujo rápido de aire al entrar y salir de los pulmones.
- Mejorar la fuerza y la eficiencia de los músculos del corazón, permitiendo un mejor bombeo de sangre en cada palpitación. Esto significa, una mejor capacidad para transportar más rápidamente el oxígeno, sustentador de la vida, hacia todas las partes del cuerpo.
- Oxigenar mejor el cerebro, favoreciendo el proceso del pensamiento y la memoria, activando un mejor estado de alerta.
- Tonificar los músculos de todo el cuerpo, mejorando así la circulación general, bajando la presión sanguínea y reduciendo el trabajo de bombeo impuesto al corazón.

El mantenerse dentro de una buena condición física al realizar el Test de Cooper implica estar obteniendo todos estos beneficios.